# Beyond Eyes
Beyond Eyes es un juego de aventuras desarrollado por Tiger & Squid y distribuido por Team17.

## Jugabilidad
El juego muestra como una niña de diez años llamada Rae, quien ha perdido la vista debido a un accidente con fuegos artificiales, interactúa con el mundo a su alrededor. El mundo se ve puramente blanco en un principio, pero ciertos objetos serán resaltados cuando Rae los toque. El sonido es un elemento importante del juego, dándole al jugador una idea de dónde quedan ciertos objetos. Los desafíos incluyen decidir si el sonido de los autos es lo suficientemente lejano para cruzar la calle de forma segura. Beyond Eyes entra en el género de los juegos simuladores de caminata que cuentan una historia, y de la misma forma que una persona ciega debe memorizar su entorno, el juego intenta mostrar cómo se siente la memoria de los sonidos para una persona ciega.

## Desarrollo
El juego fue desarrollado por Sherida Halatoe de Tiger & Squid en colaboración con Team17. Fue mostrado a la prensa internacional por primera vez en la Game Developers Conference de 2015. No logró alcanzar su meta de financiamiento en Indiegogo. Se cree que Tiger & Squid aparecen en el juego como un gato real y un peluche.

## Recepción
Beyond Eyes recibió reseñas mixtas. Los sitios web agregadores de reseñas GameRankings y Metacritic le dieron a la versión de Microsoft Windows un 65,17% basado en 6 reseñas y un 60/100 basado en 11 reseñas, la versión de Xbox One recibió un 63,19% basado en 16 reseñas y un 60/100 basado en 24 reseñas, y la versión de PlayStation 4 recibió un 59,29% basado en 7 reseñas y un 52/100 basado en 7 reseñas.